# Cattleya labiata
Cattleya labiata là một loài thực vật có hoa trong họ Lan. Loài này được Lindl. mô tả khoa học đầu tiên năm 1824.

## Hình ảnh

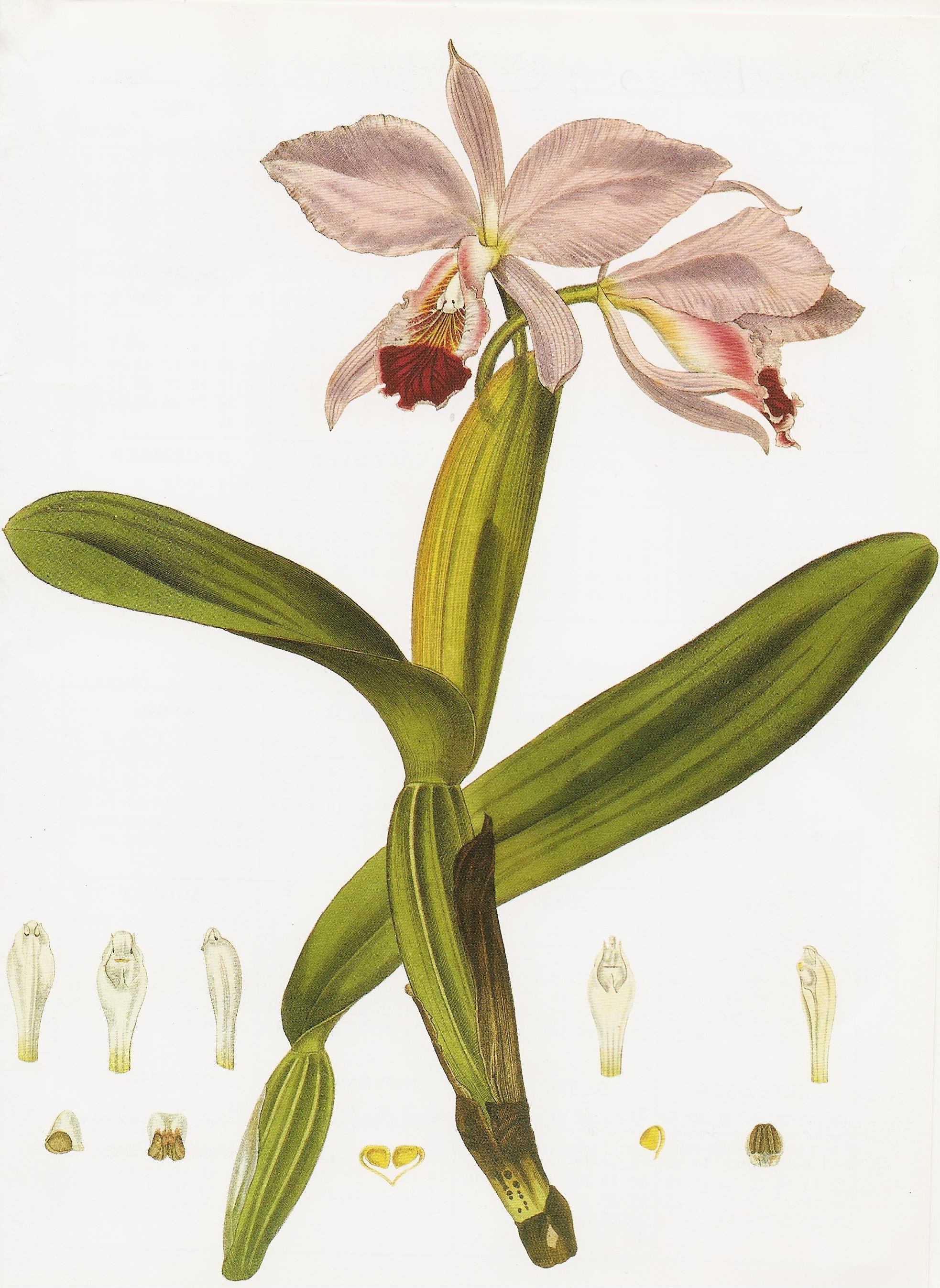
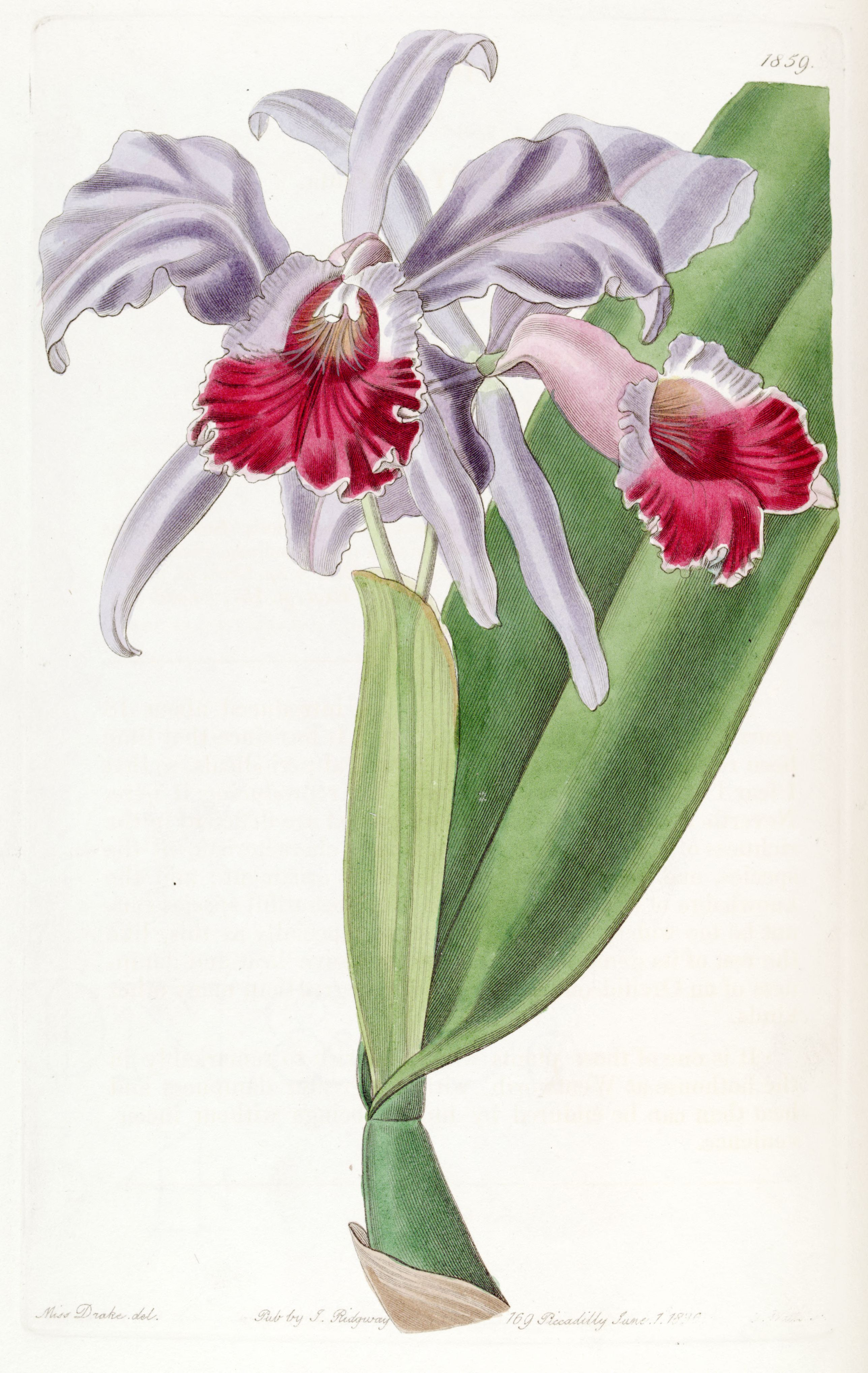
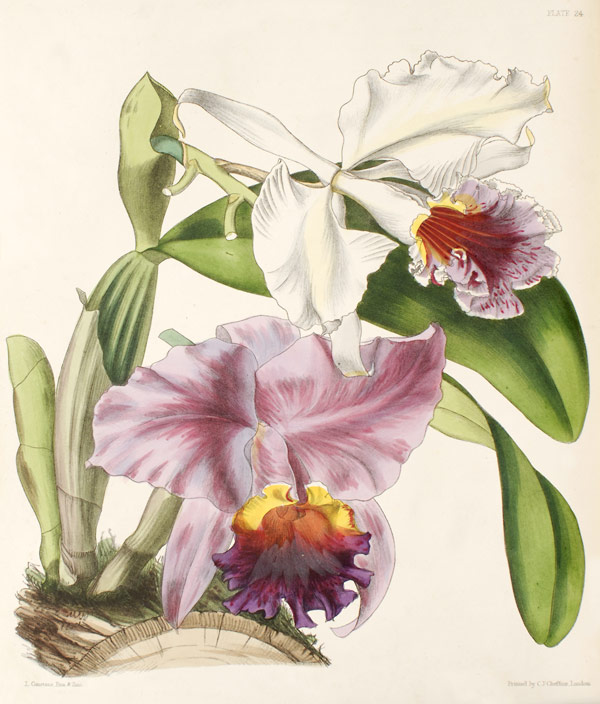
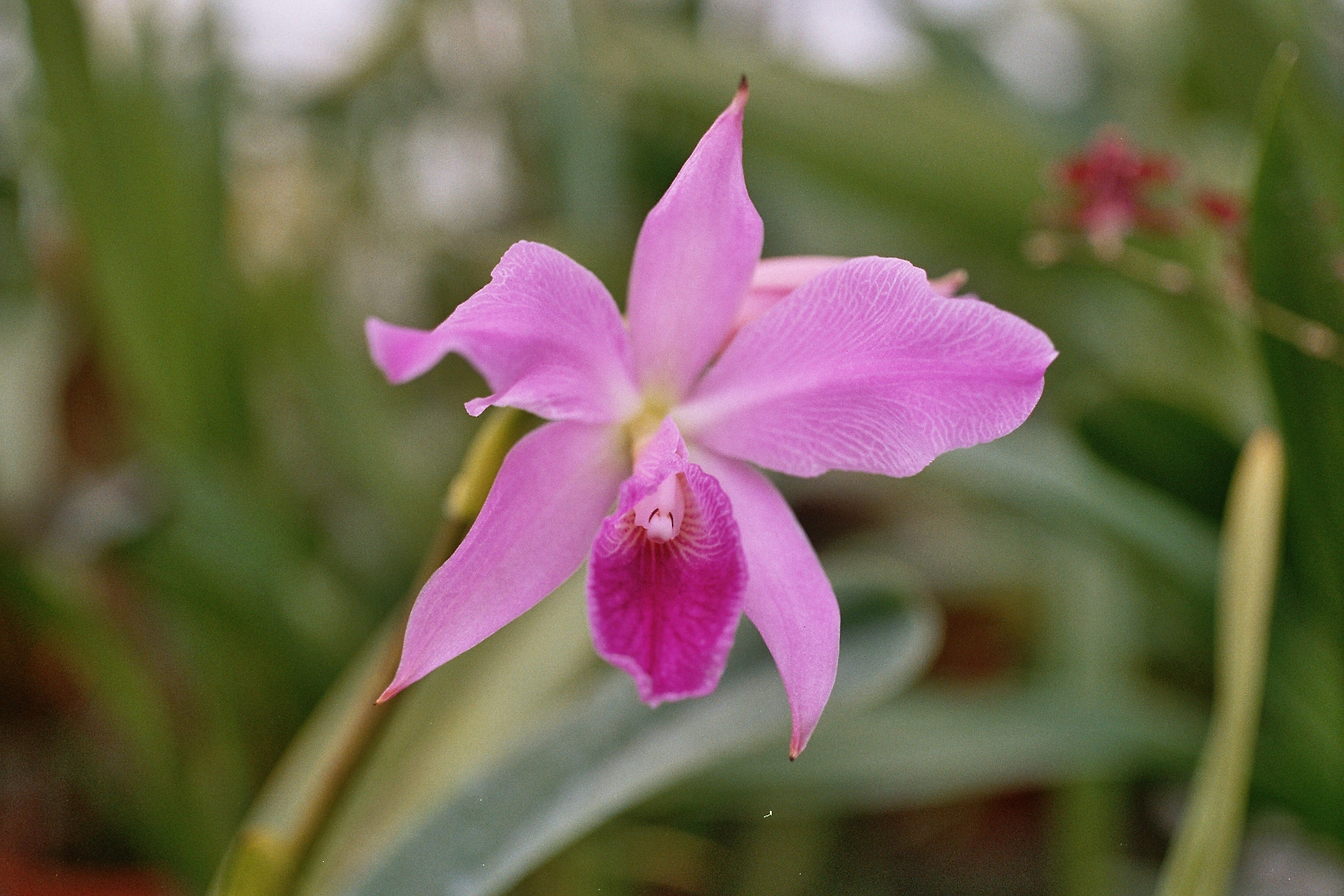